# St. Johannes Evangelist (Sassenberg)

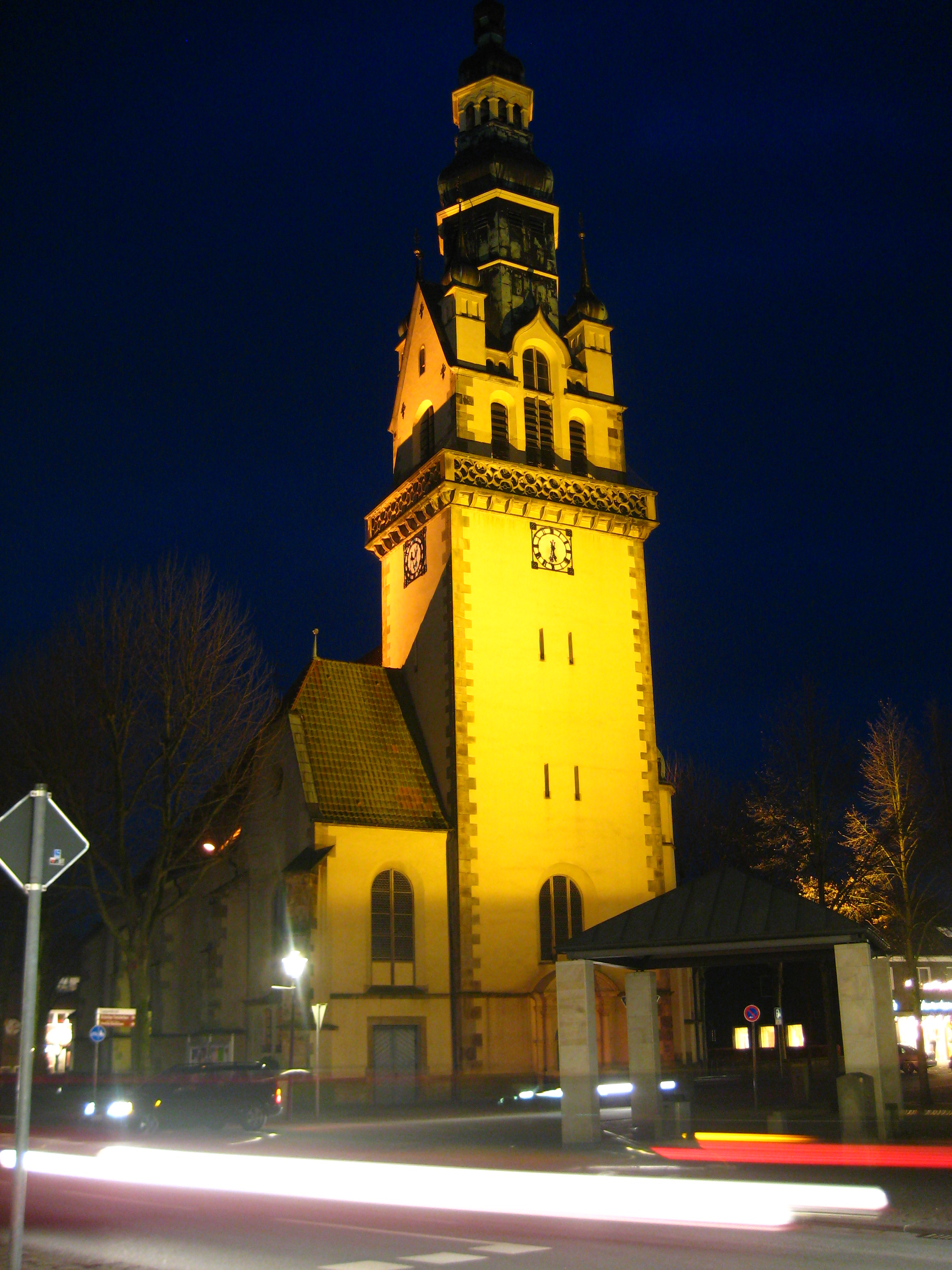
St. Johannes Evangelist in Sassenberg bei Nacht

St. Johannes Evangelist ist eine katholische Pfarrkirche im westfälischen Sassenberg im Kreis Warendorf. Die repräsentative dreischiffige Hallenkirche wurde von 1670 bis 1678 errichtet, der Nordturm 1914 in barockisierenden Formen fertiggestellt. Kirche und Gemeinde gehören zum Dekanat Warendorf im Bistum Münster. Zusammen mit St. Mariä Himmelfahrt in Füchtorf bildet die Gemeinde eine Pfarreiengemeinschaft.

## Geschichte
Lange Zeit wurden die Sassenberger von St. Laurentius in Warendorf betreut und besuchten dort den Gottesdienst. Später konnte in der St.-Georgs-Kapelle in Sassenberg Gottesdienst gefeiert werden.
Der Grundstein der Sassenberger Pfarrkirche wurde am 24. April 1670 gelegt. Am 1. Mai 1678 konnte die Kirche von Fürstbischof Christoph Bernhard von Galen geweiht werden. Unter von Galen erlangte Sassenberg seine fürstliche Schlossfreiheit, die ihren Ausdruck in der repräsentativen Kirche fand.
Bis zum Beginn des 20. Jahrhunderts hatte die Sassenberger Pfarrkirche statt eines Turmes nur einen kleinen Dachreiter. Da das Kirchenschiff auch zu klein war, entschloss man sich, einen Turm anzubauen. Dazu musste eine Schankwirtschaft, die an die Kirche grenzte, erworben und abgerissen werden. Diözesanbaumeister Wilhelm Sunder-Plassmann wurde mit den Planungen beauftragt und er stellte 1905 einen ersten Entwurf vor. Wegen Meinungsverschiedenheiten von Denkmalpflegern, Kirchenvorstand und Generalvikariat verzögerte sich der Bau. So konnte am 29. Juni 1914 nach dem Hochamt der Turm mit Turmkreuz und Hahn vollendet werden. An der Nordseite wurde das alte Barockportal wiederverwendet.

## Architektur

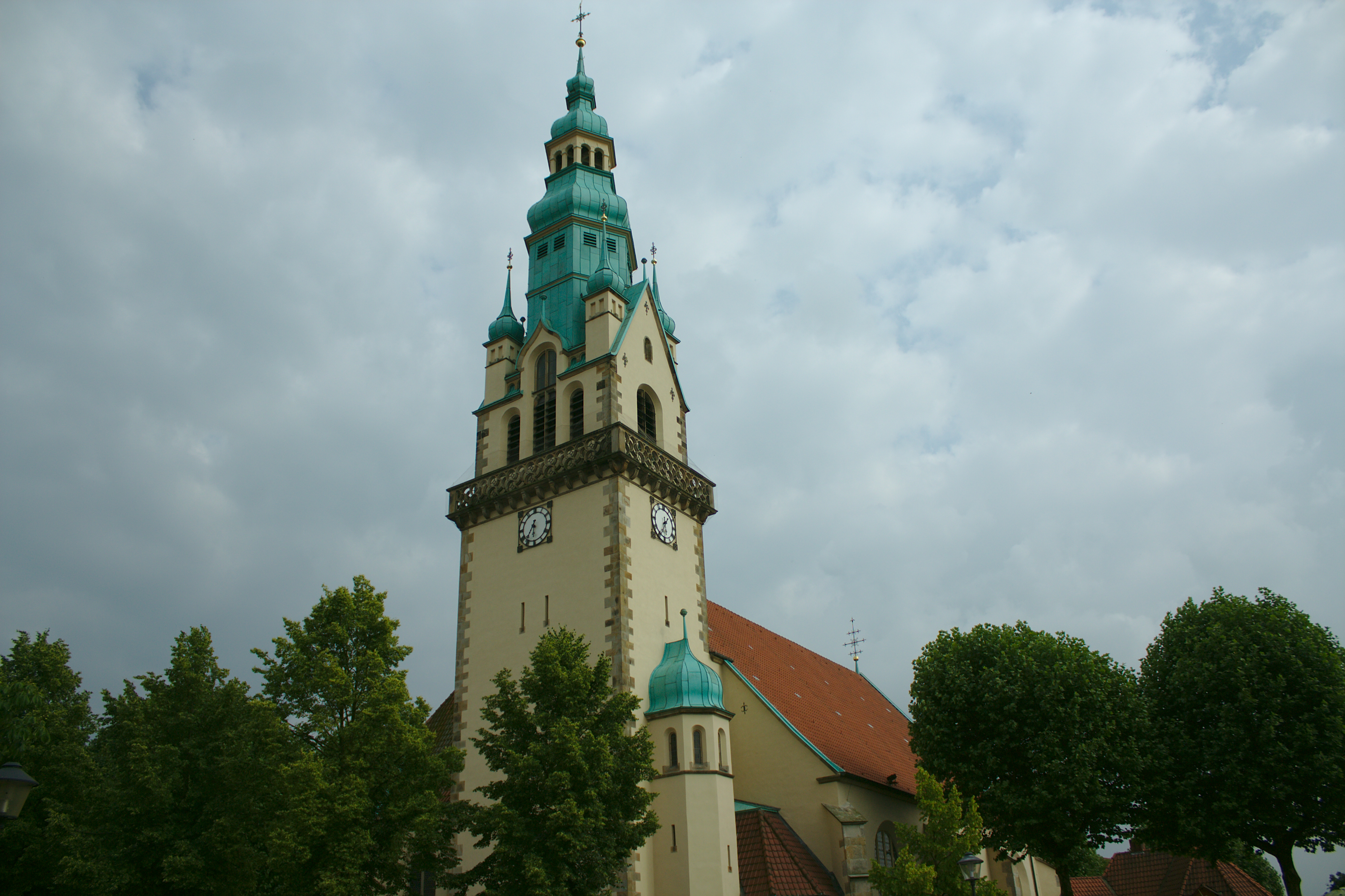
Nordturm von 1914

Die barocke westfälische Hallenkirche aus den 1670er Jahren ist in gotisierenden Formen gestaltet. Das Bauwerk aus verputztem Backstein ist nicht geostet, sondern nach Süden ausgerichtet. Das Langhaus wird von einem Satteldach mit roten Ziegeln bedeckt. Abgetreppte Strebepfeiler gliedern die Langseiten. Der Innenraum wird durch große Fenster aus Bleiglas mit Stichbogen belichtet. Die bauzeitlichen Portale im Norden und Westen sind im Stil des Barock mit zwei flankierenden Freisäulen, Architrav und gesprengtem Giebel sowie dem von Galen’schen Wappen aufwendig gestaltet. Die Portale ähneln dem Südportal von St. Johannes Baptist in Attendorn.
Im Inneren ruht das Kreuzgewölbe der drei Schiffe auf vier mächtigen Rundsäulen. Die Schlusssteine der Gewölbe sind mit Wappen belegt. Die Seitenschiffe erreichen dieselbe Höhe wie das Mittelschiff. Gegenüber dem Langhaus ist der polygonale Chor im Süden eingezogen und niedriger.
Der im Norden angebaute Turm auf querrechteckigem Grundriss hebt sich durch seine reiche barockisierende Gestaltung vom schlichten Langhaus ab. Die Eckquaderung des Turms ist vom Verputz ausgespart. Der Turmschaft geht im Osten und Westen in zwei Dreiecksgiebel über, auf deren unteren Ecken sich vier Türmchen mit Haube und Spitze erheben. Aus dem Satteldach geht ein sechsseitiger Aufbau hervor, dem drei geschwungene Hauben aufgesetzt sind, die sich nach oben verjüngen und von einer offenen Laterne unterbrochen werden. Die Spitze wird von einem vergoldeten Turmknauf, einem verzierten Kreuz und einem Wetterhahn bekrönt. In Höhe des Glockengeschosses, das rundbogige Schalllöcher aufweist, ist ein umlaufender Außenbalkon angebracht, darunter an den drei freistehenden Seiten die Ziffernblätter der Turmuhr. Die Glockenstube beherbergt ein Sechsergeläut, das die Gemeinde 1946 als Ersatz für das im Zweiten Weltkrieg abgelieferte Geläut anschaffte.

## Ausstattung
Zur ursprünglichen Kirchenausstattung gehören zwei barocke Seitenaltäre aus der 2. Hälfte des 17. Jahrhunderts, die von Galen gestiftet hat. Sie stammen aus Kölner Tradition und weisen Merkmale des Manierismus auf. Der Unterbau ist mit einer vergoldeten Girlande geschmückt. Über der Predella flankieren zwei Freisäulen eine Statue. Der Aufsatz über dem Architrav wird seitlich mit Rankenwerk verziert und oben von einer Strahlensonne bekrönt.
Johann Rotger Torck stiftete im Jahr 1686 das Taufbecken aus hellem Sandstein, dessen halbkugelförmiges Becken von vier Cherubim getragen wird. Zwischen ihnen tragen vier halbkreisförmige Felder Inschriften mit drei Bibelversen und einer Stifterinschrift. Das Kirchengestühl aus dunklem Eichenholz gehört ebenfalls zur Erstausstattung. Einige Wangen tragen Wappen und Wappenvögel. Das Gestühl lässt einen Mittelgang frei.
Die Heiligenstatuen stellen die Heiligen Aloisius von Gonzaga, Antonius von Padua, Liudger und Johannes Nepomuk dar.

## Orgel
Die Orgel wurde von der Orgelbaufirma Hermann Eule Orgelbau Bautzen in den Jahren 2008 und 2010 erbaut. Das Instrument verfügt über 28 klingende Register und vier Transmissionen. Die Spieltraktur ist mechanisch, die Registertraktur elektrisch.
| I Hauptwerk C–g3 |             |        |
| 1.               | Bourdon     | 16′    |
| 2.               | Principal   | 08′    |
| 3.               | Gamba       | 08′    |
| 4.               | Gedackt     | 08′    |
| 5.               | Octave      | 04′    |
| 6.               | Rohrflöte   | 04′    |
| 7.               | Quinte      | 02 ⁄3′ |
| 8.               | Superoctave | 02′    |
| 9.               | Cornett V   | 08′    |
| 10.              | Mixtur IV   | 02′    |
| 11.              | Trompete    | 08′    |
|                  | Tremulant   |        |

| II Schwellwerk C–g4 |                  |        |
| 12.                 | Geigenprincipal  | 8′     |
| 13.                 | Salicional       | 8′     |
| 14.                 | Flauto amabile   | 8′     |
| 15.                 | Unda maris       | 8′     |
| 16.                 | Fugara           | 4′     |
| 17.                 | Flauto traverse  | 4′     |
| 18.                 | Nasat            | 2 ⁄3′  |
| 19.                 | Flautino         | 2′     |
| 20.                 | Terz             | 1 3⁄5′ |
| 21.                 | Progressio II–IV |        |
| 22.                 | Oboe             | 8′     |
| 23.                 | Clarinette       | 8′     |
|                     | Tremulant        |        |

| Pedal C–f1 |                       |     |
| 24.        | Violonbass            | 16′ |
| 25.        | Subbass               | 16′ |
| 26.        | Octavbass             | 08′ |
| 27.        | Gedacktbass (= Nr. 4) | 08′ |
| 28.        | Cello (= Nr. 3)       | 08′ |
| 29.        | Octave (= Nr. 5)      | 04′ |
| 30.        | Posaunenbass          | 16′ |
| 31.        | Trompete (= Nr. 11)   | 08′ |
| 32.        | Clarine               | 04′ |

- Koppeln:
  - Normalkoppeln: II/I, I/P, II/P
  - Superoktavkoppeln: II/I, II/II
  - Suboktavkoppeln: II/I, II/II
- Spielhilfe: Crescendotritt

## Geläut
Die sechs Glocken wurden 1946 gegossen.